# Schildkrötenschnecke

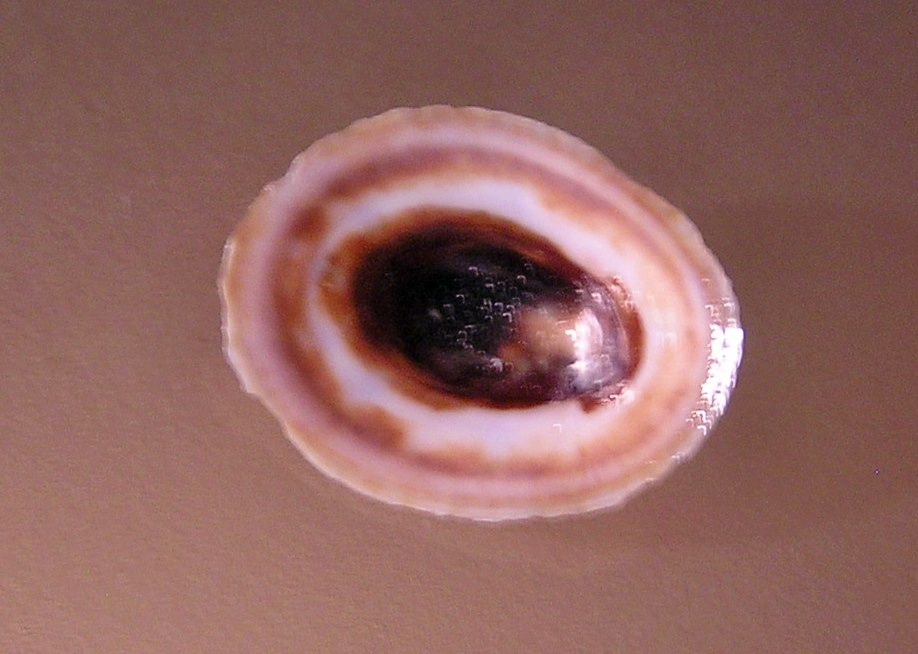
Ansicht des Gehäuses von unten

Die Schildkrötenschnecke (Testudinalia testudinalis, Syn.: Acmaea testudinalis) ist eine Schnecke aus der Familie der Lottiidae, die circumboreal lebt, unter anderem auch in der Nordsee und der Ostsee.

## Merkmale
Das festschalige, kegelförmig napfförmige Gehäuse wird bei ausgewachsenen Schnecken bis 2 cm lang, 1,5 cm breit und 8 mm hoch. Der Apex liegt verhältnismäßig weit vorne. Die Oberfläche des Gehäuses ist gelbweiß oder dunkler mit braunen strahligen Flecken. Die Innenseite hat keinen Perlmutterglanz. Ebenso wie die Napfschnecken (Patellidae) besitzt die Schnecke kein Operculum.
Die weiße Schnecke hat einen breiten eiförmigen Fuß, einen großen Kopf und lange Fühler, an deren Basis die Augen sitzen. Die äußeren Lippen am Mund haben einen schmalen steifen Rand, während unten ein breiter, lappiger Bereich den Mund begrenzt. Der Mantelsaum ist kupfergrün und hat zwei versetzte Reihen kurzer Fortsätze.

## Geographische Verbreitung und Lebensraum
Die Schildkrötenschnecke kommt circumboreal unter anderem im nördlichen Pazifik, Atlantik, der Nordsee und der westlichen Ostsee vor. Sie lebt dort auf Hartböden und Steinen unterhalb der Gezeitenzone bis in etwa 50 m Wassertiefe.

## Lebensweise
Die Tiere weiden krustenbildende Rotalgen ab, darunter jene der Gattung Lithothamnion.